# Nokia Asha 311
Nokia Asha 311 – smartfon firmy Nokia, z serii niskobudżetowych smartfonów Nokia Asha. Został wypuszczony na rynek w sierpniu 2012 roku.

## Specyfikacja[1]

### Wyświetlacz
Smartfon posiada pojemnościowy, dotykowy wyświetlacz TFT o wielkości 3 cali i rozdzielczości 240 na 400 pikseli. Wyświetlacz jest zdolny wyświetlać 65 tysięcy kolorów.

### Pamięć
Nokia Asha 311 posiada pamięć o wielkości 256 MB i pamięć RAM o wielkości 128 MB. 

### Aparat
W telefonie jest tylko tylny aparat o rozdzielczości 3,15 megapiksela, bez lampy błyskowej. Istnieje możliwość nagrywania filmów w rozdzielczości 420p i 25 klatkach na sekundę.

### Komunikacja
Telefon posiada micro USB, WiFi, Bluetooth, GSM, HSPA i radio FM z RDS.

### Zasilanie
Urządzenie posiada baterię litowo-jonową o pojemności 1200 mAh. 

## Funkcje dodatkowe[1]
- odtwarzacz MP3 i MP4;
- organizer;
- alarm;
- Java.